# Missões diplomáticas de Bangladesh

Localização das missões diplomáticas de Bangladesh:
Bangladesh
Embaixadas ou Alto Comissariado

Essa é uma lista das missões diplomáticas de Bangladesh, excluindo consulados honorários. Bangladesh mantém uma rede diplomática 'média' em todo o mundo e tem cerca de 47 embaixadas/altas comissões do mundo inteiro. Desde 2008, o governo interino de Bangladesh planeja abrir novas missões residentes em Grécia, Sudão, e Serra Leoa e reabrir a sua missão no Afeganistão.
No entanto, no início de 2009, o Ministério das Relações Exteriores de Bangladesh anunciou que o país está pensando em abrir algumas missões nos países do Leste Europeu como Polônia e Romênia para crescerem no mercado de trabalho. A partir do dia 30 de agosto de 2009, o Ministério das Finanças do Bangladesh anunciou que iria abrir sete novas missões: no Líbano, na Grécia, na Romênia, no Sudão, na Angola, em Botsuana e em Maurício.
Em dezembro de 2010, o governo de Bangladesh anunciou que as embaixadas de Bangladesh no Afeganistão, Serra Leoa e Sudão estão em fase final e, além disso, 11 novas embaixadas estariam sendo estabelecidas para os próximos anos em Dinamarca, México, Polônia, Romênia, Brasil, Áustria, Argélia, Portugal, Líbano e Nigéria. Além disso, os escritórios de Consulado-Geral seriam estabelecidos em breve em Milão e Kunming. 

## Europa
- Alemanha
  - Berlim (Embaixada)
- Bélgica
  - Bruxelas (Embaixada)
- Espanha
  - Madrid (Embaixada)
- França
  - Paris (Embaixada)
- Itália
  - Roma (Embaixada)
- Países Baixos
  - Haia (Embaixada)
- Reino Unido
  - Londres (Alto Comissariado)

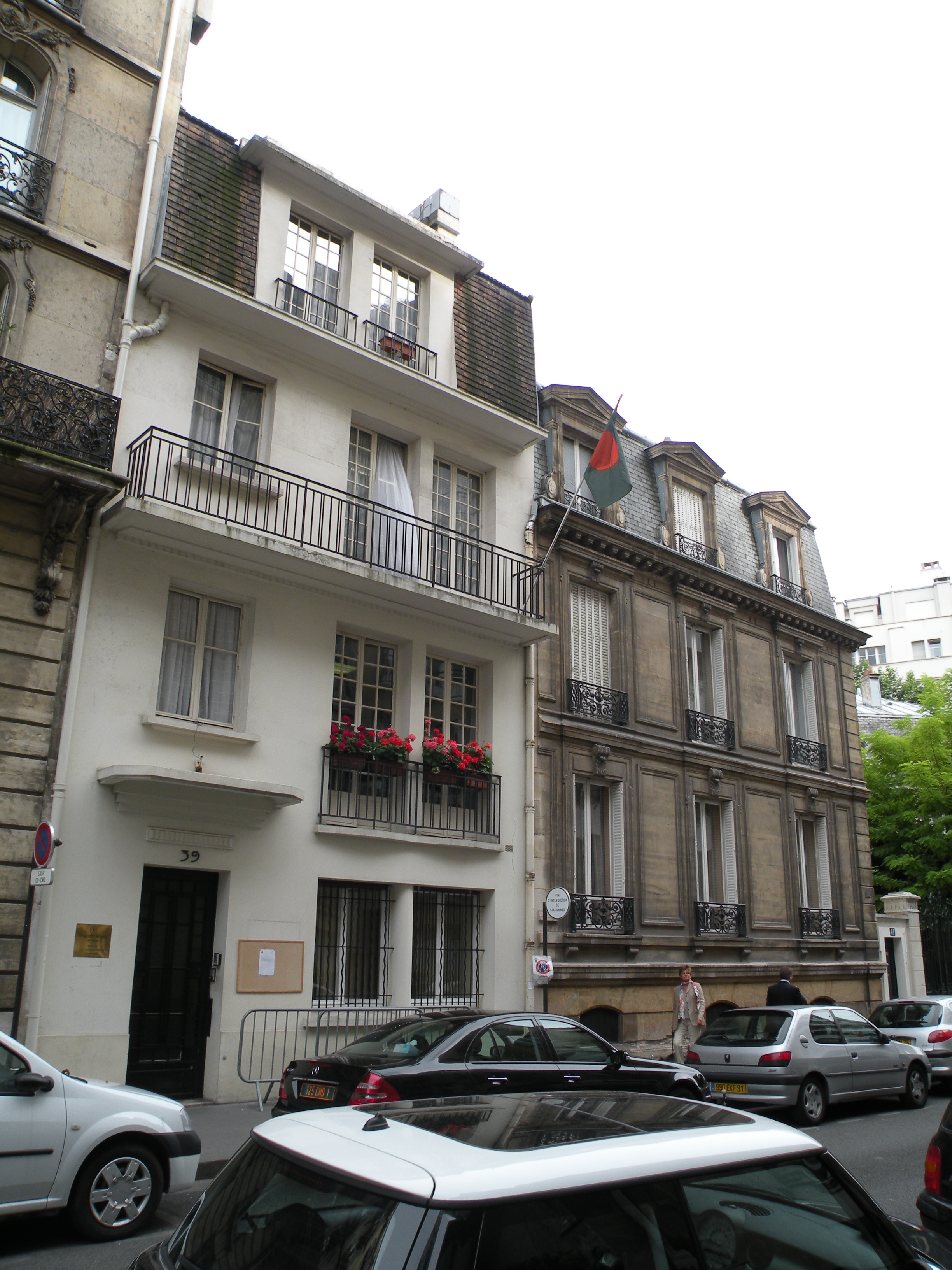
Embaixada de Bangladesh em Paris.

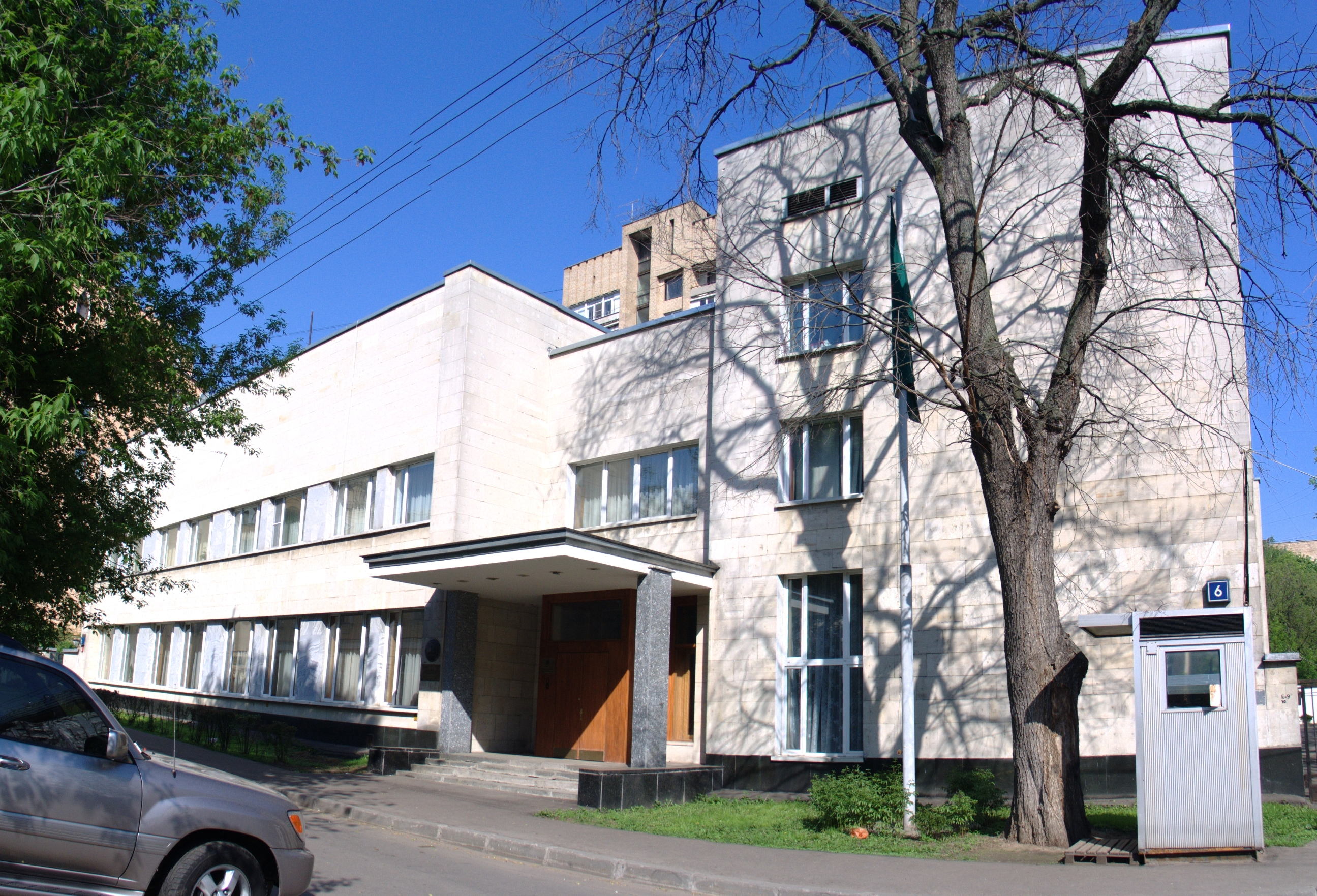
Embaixada de Bangladesh em Moscou.

  - Birmingham (Assistente de Alto Comissariado)
  - Manchester (Assistente de Alto Comissariado)
- Rússia
  - Moscou (Embaixada)
- Suécia
  - Estocolmo (Embaixada)
- Suíça 
  - Genebra (Embaixada)

## América

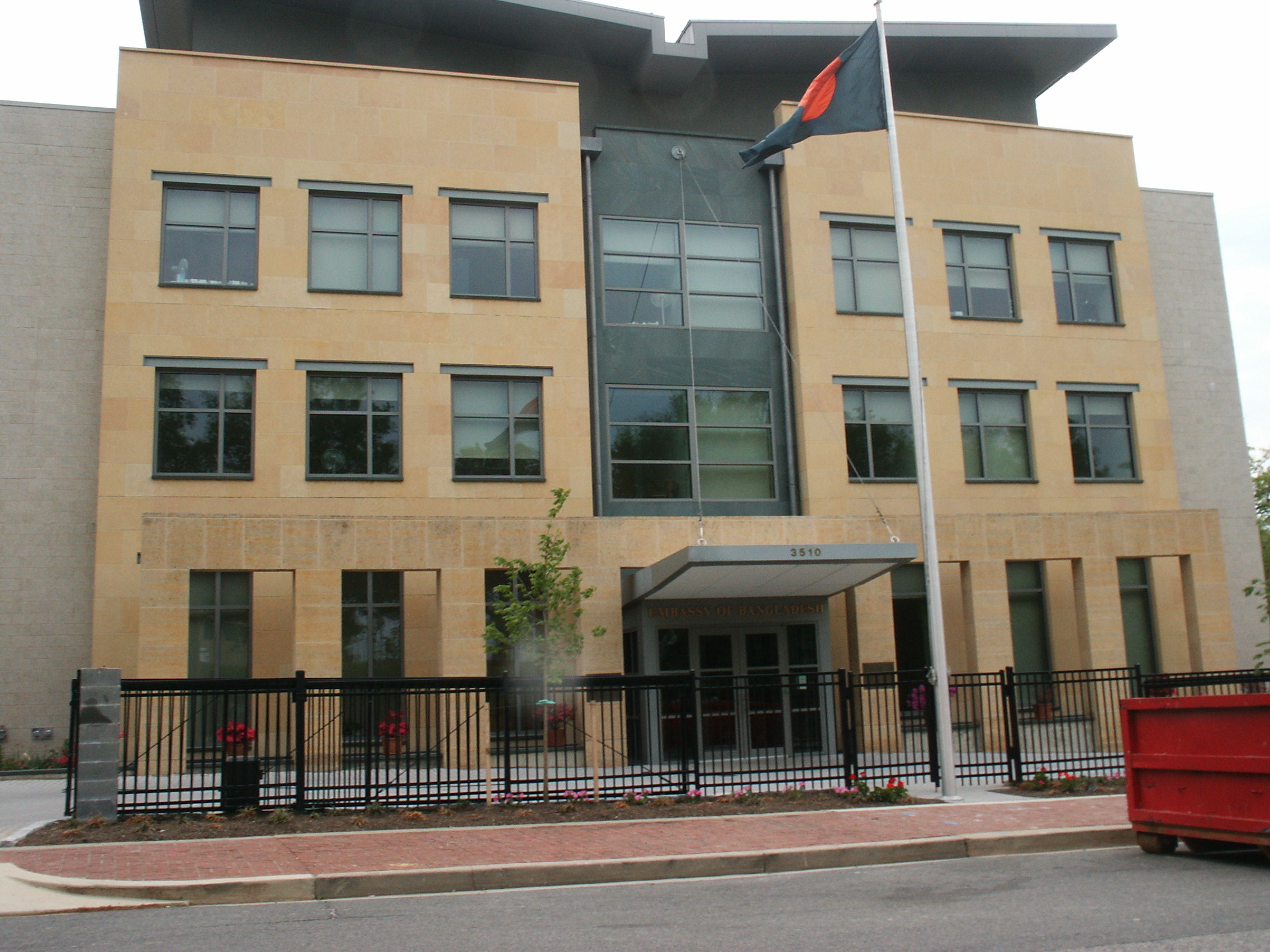
Embaixada de Bangladesh em Washington, D.C.

- Brasil
  - Brasília (Embaixada)
  - Curitiba (Consulado)
- Canadá
  - Ottawa (Alto Comissariado)
- México
  - Cidade do México (Embaixada)
- Estados Unidos
  - Washington, D.C. (Embaixada)
  - Los Angeles (Consulado-Geral)
  - Nova Iorque (Consulado-Geral)

## África
- África do Sul
  - Pretória (Alto Comissariado)
- Egito
  - Cairo (Embaixada)
- Líbia
  - Trípoli (Embaixada)
- Marrocos
  - Rabat (Embaixada)
- Quênia
  - Nairóbi (Alto Comissariado)

## Oriente Médio
- Arábia Saudita
  - Riad (Embaixada)
  - Jidá (Consulado-Geral)
- Bahrein
  - Manama (Embaixada)
- Emirados Árabes Unidos
  - Abu Dhabi (Embaixada)
  - Dubai (Consulado-Geral)
- Irão
  - Teerã (Embaixada)
- Iraque
  - Bagdá (Embaixada)
- Jordânia
  - Amã (Embaixada)
- Kuwait
  - Cidade do Kuwait (Embaixada)
- Omã
  - Mascate (Embaixada)
- Catar
  - Doha (Embaixada)
- Turquia
  - Ancara (Embaixada)

## Ásia
- Butão
  - Thimphu (Embaixada)
- Brunei
  - Bandar Seri Begawan (Alto Comissariado)
- China
  - Pequim (Embaixada)
  - Hong Kong (Consulado-Geral)
- Coreia do Sul
  - Seul (Embaixada)
- Filipinas
  - Manila (Embaixada)
- Índia
  - Nova Deli (Alto Comissariado)
  - Agartala (Escritório de vistos)
  - Calcutá (Adjunto do Alto Comissariado)
- Indonésia
  - Jacarta (Embaixada)
- Japão
  - Tóquio (Embaixada)
- Malásia
  - Kuala Lumpur (Alto Comissariado)
- Maldivas
  - Malé (Alto Comissariado)
- Myanmar
  - Yangon (Embaixada)
  - Sittwe (Consulado)
- Nepal
  - Catmandu (Embaixada)
- Paquistão
  - Islamabad (Alto Comissariado)
  - Carachi (Adjunto do Alto Comissariado)
- Singapura
  - Singapura (Alto Comissariado)
- Sri Lanka
  - Colombo (Alto Comissariado)
- Tailândia
  - Banguecoque (Embaixada)
  - Chiang Mai (Consulado-Geral)
- Uzbequistão
  - Tashkent (Embaixada)
- Vietname
  - Hanói (Embaixada)

## Oceania
- Austrália
  - Camberra (Alto Comissariado)

## Organizações Multilaterais
- Bruxelas (Missão Permanente de Bangladesh ante a União Europeia)
- Genebra (Missão Permanente de Bangladesh ante as Nações Unidas e outras organizações internacionais)
- Nova Iorque (Missão Permanente de Bangladesh ante as Nações Unidas)
- Paris (Missão Permanente de Bangladesh ante a UNESCO)
- Roma (Missão Permanente de Bangladesh ante a FAO)

## Ligações Externas
- Ministério das Relações Exteriores de Bangladesh